# قوائم فرق كأس أمم أوروبا 1964
القوائم التالية هي قوائم الفرق المشاركة في كأس أمم أوروبا 1964 التي أقيمت في إسبانيا، وقد لعبت ما بين تاريخ 17 يونيو و21 يونيو 1964.

## الدنمارك
مدرب الفريق : بول بيترسن
- جون أنديسن
- كارل بيرتيلسن
- جون دانييلسن
- بنت هانسن
- ينس يورغن هانسن
- كاي هانسن
- هيلغ يورغنسون
- بيرغر لارسن
- أولي مادسن
- إرلينغ نيلسن
- ليف نيلسن
- سفيند إيغ راسك
- يورغن راسمونسن
- توم سوندرغارد
- أولي سورينسن
- كيلد ثورست
- بين وولمار

## هنغاريا
مدرب الفريق : لايوس باروتي
- فلوريان ألبرت
- فرينيك بيني
- يانوش فاركاس
- ماتي فينيفيسي
- كالمان إيهاز
- إمري كومورا
- ساندور ماتراي
- كالمان ميسزولي
- إستفان ناغي
- دوسزو نوفاك
- غيولا راكوسي
- لازلو ساروسي
- فرينيك سيبوس
- إرنو سوليموسي
- أنتال سزينتميهالي
- لايوس تيتشي
- زولتان فارغا

## إسبانيا
مدرب الفريق : خوسيه فيلالونغا
- إديلاردو رودريغيز
- أمانسيو أمارو
- إزاسيو كاليخا
- إنريكه كولار
- لويس ديل سول
- لويس ماريا إتشبيريا
- جوسيب فوستي
- فيسنتي غويلوت
- خوسيه أنغل إريبار
- كارلوس لابيترا
- لويس سواريز
- مارسيلينو مارتينيز
- فرناندو أوليفيلا
- بيبين
- خيسوس ماريا بيريدا
- سيفيرينو ريخا
- فيليسيانو ريفيلا
- فيليكس ريوز
- خوسيه فيسنتي ترين
- إغناسيو زوكو

## الاتحاد السوفييتي
مدرب الفريق : كوستانتين بيسكوف
- فيكتور أنيتشكين
- ألبرت شيسترنيوف
- إيغور تشيسلينكو
- إدوارد دوبنسكي
- فلاديمير غلوتوف
- غينادي غوساروف
- فالنتين إيفانوف
- غاليمزيان خوساينوف
- فاليري كورولنكوف
- أليكسي كورنييف
- أناتولي كروتيكوف
- إدوارد مالوفييف
- سلافا ميتريفيلي
- فيكتور بونيديلنك
- فيكتور شوستيكوف
- راماز أوروشادزه
- فاليري فورونين
- ليف ياشين